# VizieR
Der VizieR-Dienst des Centre de Données astronomiques de Strasbourg ist eine astronomische Datenbank.
Vizier bietet Astronomen einen Zugang zu vielen Katalogen und Datensammlungen aus der astronomischen Fachliteratur. Die Daten werden dabei in der Struktur des ursprünglichen Katalogs präsentiert. Im Gegensatz zu SIMBAD oder NED wird kein Versuch unternommen, alle Einzelinformationen zu einem Objekt zusammenzuführen.